# Kajanalands välfärdsområde
Kajanalands välfärdsområde (finska: Kainuun hyvinvointialue) är ett av de 21 välfärdsområdena i Finland. Välfärdsområdet grundades som en del av reformen som berör social- och hälsovården och räddningsväsendet i Finland, och det omfattar samma område som landskapet Kajanaland.

Kajanalands välfärdsområde.

## Kommuner
Kajanalands välfärdsområde består av åtta kommuner varav två är städer.
- Hyrynsalmi kommun
- Kajana stad
- Kuhmo stad
- Paldamo kommun
- Puolango kommun
- Ristijärvi kommun
- Sotkamo kommun
- Suomussalmi kommun

I april 2022 hade välfärdsområdet 70 960 invånare.

## Tjänster
Från och med 1 januari 2023 överförs ansvaret för att ordna social- och hälsovårdstjänsterna och räddningsväsendet från kommuner och samkommuner till välfärdsområdena. Enligt lag ska kommuners och samkommuners gällande avtal överföras till välfärdsområden.

### Sjukvård
Kommuner inom Kajanalands välfärdsområde tillhör Kajanalands sjukvårdsdistrikt. Områdets centralsjukhus är Kajanalands centralsjukhus i Kajana stad. Specialsjukvård ordnas i Uleåborgs universitetssjukhus.

### Räddningsverk
Kajanalands räddningsverk är verksamma i Kajanalands välfärdsområde.

## Beslutsfattande

### Välfärdsområdesvalet
Vid välfärdsområdesval utses välfärdsområdesfullmäktige för välfärdsområdena, som ansvarar för ordnandet av social- och hälsovården och räddningsväsendet från och med den 1 januari 2023. Välfärdsområdena har självstyre och den högsta beslutanderätten utövas av välfärdsområdesfullmäktige. Välfärdsområdesval förrättas samtidigt med kommunalval.
Det första välfärdsområdesvalet hölls den 23 januari 2022. Då valdes 59 personer till välfärdsområdesfullmäktige i Kajanaland.

### Välfärdsområdesfullmäktige
Välfärdsområdesfullmäktige ansvarar för välfärdsområdets verksamhet och ekonomi. Fullmäktige fattar beslut om årsbudgeten, godkänner bokslutet och ansvarar för strategiska linjer.

### Mandatfördelning
| 9 | 6 | 3 | 8 | 23 |  | 8 |

| 30 | 29 |

| 9 | 8 | 3 | 5 | 22 | 3 | 9 |